# Limington
Limington – wieś w Anglii, w hrabstwie Somerset, w dystrykcie (unitary authority) Somerset. Leży 51 km na południe od miasta Bristol i 185 km na zachód od Londynu. W 2002 miejscowość liczyła 199 mieszkańców.